# Reggenza di Musi Rawas
La reggenza di Musi Rawas (in indonesiano: Kabupaten Musi Rawas) è una reggenza dell'Indonesia, situata nella provincia di Sumatra Meridionale.